# Hilda Sachs
Hilda Gustafva Sachs (ur. 13 marca 1857 w Norrköping, zm. 26 stycznia 1935 w Sztokholmie) – szwedzka dziennikarka, tłumaczka, pisarka i nauczycielka.

## Życiorys
Była córką kupca Johana Gustafa Engströma i Gustafvy Augusty Gustafsson. W 1886 poślubiła kwiarciarza żydowskiego pochodzenia Carla Fredrika Sachsa (1860-1893). Od 1895 do 1920 pracowała i pisała dla Dagens Nyheter, Nya Dagligt Allehanda, Svenska Dagbladet i Stockholmsbladet. Była korespondentką zagraniczną w Paryżu z ramienia DN w latach 1895-98 i NDA w latach 1897-98. W 1899 reprezentowała NDA na międzynarodowym kongresie dziennikarzy w Rzymie, będąc tym samym pierwszą kobietą–delegatką na tego typu wydarzeniu. W 1905 współtworzyła Landsföreningen för kvinnans politiska rösträtt – stowarzyszenie na rzecz walki o prawa wyborcze kobiet, będąc w latach 1912-1921 członkinią jego zarządu. Angażowała się także w pomoc dla samotnych matek i ich dzieci, głosząc jednocześnie potrzebę egzekwowania od mężczyzn większej odpowiedzialności za los tych kobiet.
Hilda Sachs pisała również utwory literackie, w tym powieści, m.in.: Evig sommar (1900), Märta (1901), Den besegrade lyckan (1907). W 1918 ukazała się książka Kvinnoporträtt, zawierająca biografie około 20 szwedzkich kobiet, czynnych w walce o ich prawa.